# Infinity on High
Infinity on High este al treilea album de studio al formației americane de rock, Fall Out Boy. A fost lansat pe data de 5 februarie 2007 prin Island Records ca continuarea succesului comercial al formației din 2005, From Under the Cork Tree. Pre-producția a început în orașul natal al formației din Chicago, unde sesiunile de scris și repetițiile au avut loc. A fost înregistrat din iulie până în octombrie 2006 la Pass Studios în Los Angeles, California și mixat la Paramount Recording Studios în Hollywood. Muzica a fost compusă de cântărețul principal și chitaristul Patrick Stump iar versurile au fost scrise de basistul Pete Wentz.
Albumul conține colaborări cu noii producători și artiști ca Babyface și Jay-Z, și vede formația experimentând genuri muzicale în afară de pop punk, care includ R&B, soul, și flamenco. De asemenea grupul a utilizat instrumente ca cornurile, viorile și pianurile, care nu au fost folosite în lansăriile precedente. În conformitate cu Billboard, Fall Out Boy „derivează mai departe din rădăcinile sale hardcore punk ca să scriuă piese pop din ce în ce mai accesibile”, o mică abatere de la fostul sunet al grupului. Criticii au simțit că versurile au servit ca un răspuns la creșterea formației. Grupul s-a îmbarcat în diferite turnee pentru a promova albumul, incluzând Friends or Enemies Tour, Honda Civic Tour, și Young Wild Things Tour. După leak-ul albumului pe Internet, formația a inclus un cod de descărcare pentru Leaked in London, un extended play în concert, cu fiecare achiziționare făcută în timpul primei săptămâni a lansării sale inițiale.
Infinity on High a debutat la numărul unu pe U.S. Billboard 200, vânzând 260,000 de copii în prima săptămână, făcându-l pe acesta primul album care să ajungă numărul unu și al doilea efort din top zece al formației Fall Out Boy. De asemenea a ajuns numărul unu în Noua Zeelandă și în top cinci internațional în țări care includ Canada, Regatul Unit și Australia. Infinity on High a vândut peste două milioane de copii internațional, cu 1.4 milioane de vânzări în SUA din februarie 2013. Patru dintre cele paisprezece cântece de pe album au fost lansate ca single-uri, dintre care trei au ajuns pe Billboard Hot 100, conduse de single-ul principal „This Ain't a Scene, It's an Arms Race” la numărul doi. Albumul a fost certificat Platină de către Recording Industry Association of America (RIAA) pe 12 martie, cu o lună după lansare, pentru vânzării de un milion de copii. A primit recenzii pozitive în mare parte din partea criticilor de muzică, mulți dintre care au lăudat vocalele lui Stump și noua direcție muzicală a albumului.

## Dezvoltare
După ce au luat o pauză de două luni după turneul Black Clouds and Underdogs pentru a își promova albumul din 2005, From Under the Cork Tree, Fall Out Boy s-au întors în studio ca să lucreze la următorul album. Formația a început să compună cântece în timp ce erau în turneu, și au vrut să facă un album nou profitând de succesul lansării precedente. Vocalistul Patrick Stump a spus că voia să înceapă să lucreze la album mai devreme, dar managementul grupului le-a cerut membriilor să își ia un timp ca să se recupereze de la orarul constant al turneului.
Casa de discuri a formației, Island Records, a suferit schimbări în timp ce grupul se pregătea să înregistreze, care au amânat orarul de înregistrare penteu trei săptămâni. Basistul/textierul Pete Wentz a afirmat „Noi scriem tot timpul, așa că nu vom încerca să stoarcem fiecare strop din muzica rock. Asta este partea care a fost mereu greșită cu industria rock industry: ei țin fanii în așteptare prea mult, iar formațiile pleacă și dispar de pe fața planetei. Asta nu o să se întâmple cu Fall Out Boy”. În acest timp, Fall Out Boy a contribuit la un cover a cântecului „What's This?” pentru relansarea din 2006 a benzii sonore a filmului Coșmar înainte de Crăciun, precum și la un remix a piesei „Of All the Gin Joints in All the World” pentru banda sonoră a filmului Avionul cu șerpi. Wentz de asemenea a cumpărat o casă în Los Angeles, unde și-a petrecut mult timp scriind versuri pentru cântece noi.
În timp ce scriau material pentru album, Fall Out Boy au început să caute producători potențiali. Formația l-au căutat pe cântărețul/producătorul de R&B, Babyface, fiindcă îi admirase munca pe banda sonoră a filmului din 2001 Josie și Pisicile. Babyface a văzut un interviu în care formația discuta dorința lor de a lucra cu el și atunci a contactat grupul. Babyface a fost producătorul a două cântece, „I'm Like a Lawyer with the Way I'm Always Trying to Get You Off (Me & You)” și „Thnks fr th Mmrs”. Neal Avron, care de asemenea era producătorul albumului precedent al formației, a produs unsprezece din paisprezece piese de pe Infinity on High. Înainte de a înregistra, formația a început cu șase săptămâni de pre-producție, care au fost încurajate de Avron. Această perioadă a inclus repetițiile și scrisul, precum și îmbunătățind sunetele și aranjamentele. A început în Chicago înainte ca grupul să se mute la studiourile Swing House în Los Angeles. În plus, unele înregistrări dure a pieselor au fost create ca să fie mai târziu folosite în studio ca o referință viitoare.
Infinity on High a fost înregistrat din iulie până în octombrie 2006 la Pass Studios în Los Angeles. O mare parte din procesul scrierii a fost făcut individual de membrii formației. În general, Wentz și-ar scrie versurile sale mai întâi și le-ar trimite lui Stump, care ar crea o melodie cântând la chitară după cuvinte ca să „găsească o rutină”. Obiectivul lui Stump cu cântecele sale era să creeze muzica sa în timp ce schimba versurile originale ale lui Wentz câte puțin. După ce a scris o melodie, Stump ar crea un ritm general pentru cântec. Chiar dacă Fall Out Boy nu are un ritm specific sau roluri de chitară principală, Stump se vedea pe sine mai mult ca pe un chitarist ritmic pe album din cauza experienței sale ca un baterist în alte formații. De obicei, chitaristul Joe Trohman își scria părțiile sale cu chitara după ce asculta munca lui Stump, umplând „golul” din cântece cu „tone de chitare și părți atmosferice de tipul Johnny Marr”. Grupul simțea că acest proces de compus i-a ajutat să creeze un sunet mai plin.

## Single-uri
Primul single de pe album, „This Ain't a Scene, It's an Arms Race”, a fost lansat pe data de 16 ianuarie 2007. Cel de-al doilea single, „Thnks fr th Mmrs”, a fost lansat pe 9 aprilie 2007. Al treilea single, „"The Take Over, the Breaks Over"”, a fost lansat pe 2 iulie 2007. Ultimul single, „I'm Like a Lawyer with the Way I'm Always Trying to Get You Off (Me & You)”, a fost lansat pe 11 septembrie 2007.
„The Carpal Tunnel of Love” nu a fost un single oficial, dar este totuși un single promoțional și a fost lansat de Fall Out Boy înainte de lansarea albumului și se putea cumpăra pe iTunes separat de album.

## Track listing
Toate versurile sunt scrise de Pete Wentz, Toate melodiile sunt compuse de Fall Out Boy.
| Nr.             | Titlu                                                                        | Autor(i)             | Producător(i)               | Lungime |  |
| 1.              | „Thriller” (cu Jay-Z)                                                        | Stump, Wentz         | Neal Avron                  | 3:30    |  |
| 2.              | „"The Take Over, the Breaks Over"”                                           | Stump, Wentz         | Neal Avron                  | 3:34    |  |
| 3.              | „This Ain't a Scene, It's an Arms Race”                                      | Stump, Wentz         | Neal Avron                  | 3:32    |  |
| 4.              | „I'm Like a Lawyer with the Way I'm Always Trying to Get You Off (Me & You)” | Stump, Wentz         | Babyface                    | 3:31    |  |
| 5.              | „Hum Hallelujah”                                                             | Stump, Wentz, Cohen  | Neal Avron                  | 3:50    |  |
| 6.              | „Golden”                                                                     | Stump, Wentz, Eisold | Neal Avron                  | 2:32    |  |
| 7.              | „Thnks fr th Mmrs”                                                           | Stump, Wentz         | Babyface                    | 3:23    |  |
| 8.              | „Don't You Know Who I Think I Am?”                                           | Stump, Wentz         | Butch Walker, Patrick Stump | 2:51    |  |
| 9.              | „The (After) Life of the Party”                                              | Stump, Wentz         | Neal Avron                  | 3:21    |  |
| 10.             | „The Carpal Tunnel of Love”                                                  | Stump, Wentz, Eisold | Neal Avron                  | 3:23    |  |
| 11.             | „Bang the Doldrums”                                                          | Stump, Wentz, Eisold | Neal Avron                  | 3:31    |  |
| 12.             | „Fame < Infamy”                                                              | Stump, Wentz         | Neal Avron                  | 3:06    |  |
| 13.             | „You're Crashing, But You're No Wave”                                        | Stump, Wentz         | Neal Avron                  | 3:42    |  |
| 14.             | „I've Got All This Ringing in My Ears and None on My Fingers”                | Stump, Wentz         | Neal Avron                  | 4:06    |  |
| Lungime totală: | Lungime totală:                                                              | Lungime totală:      | Lungime totală:             | 47:49   |  |

| Piese bonus din Regatul Unit, Australia și Noua Zeelandă |                                                    |         |  |
| Nr.                                                      | Titlu                                              | Lungime |  |
| 15.                                                      | „G.I.N.A.S.F.S.” (Gay Is Not a Synonym for Shitty) | 3:15    |  |

| Piese bonus din Japonia |                                         |         |  |
| Nr.                     | Titlu                                   | Lungime |  |
| 15.                     | „It's Hard to Say "I Do", When I Don't” | 3:24    |  |

| Piese bonus din America Latină |                |         |  |
| Nr.                            | Titlu          | Lungime |  |
| 15.                            | „Dance, Dance” | 3:00    |  |

| Piese bonus de pe ediția de turneu din Australia/Noua Zeelandă | |         |  |
| Nr.                                                            | Titlu                                                                                                   | Lungime |  |
| 15.                                                            | „G.I.N.A.S.F.S.” (Gay Is Not a Synonym for Shitty)                                                      | 3:15    |  |
| 16.                                                            | „It's Hard to Say "I Do", When I Don't”                                                                 | 3:24    |  |
| 17.                                                            | „Dance, Dance” (live din Hammersmith Palais)                                                            | 3:15    |  |
| 18.                                                            | „Golden” (live din Hammersmith Palais)                                                                  | 2:38    |  |
| 19.                                                            | „This Ain't a Scene, It's an Arms Race” (live din Hammersmith Palais)                                   | 3:26    |  |
| 20.                                                            | „Our Lawyer Made Us Change the Name of This Song So We Wouldn't Get Sued” (live din Hammersmith Palais) | 3:11    |  |
| 21.                                                            | „Thriller” (live din Hammersmith Palais)                                                                | 3:31    |  |

| DVD bonus de pe ediția de turneu din Australia/Noua Zeelandă |                                                             |         |  |
| Nr.                                                          | Titlu                                                       | Lungime |  |
| 1.                                                           | „This Ain't a Scene, It's an Arms Race” (live pe AOL)       |         |  |
| 2.                                                           | „"The Take Over, the Breaks Over"” (live pe AOL)            |         |  |
| 3.                                                           | „Thriller” (live pe AOL)                                    |         |  |
| 4.                                                           | „Sugar, We're Goin Down” (live pe AOL)                      |         |  |
| 5.                                                           | „This Ain't a Scene, It's an Arms Race” (videoclip muzical) |         |  |
| 6.                                                           | „Thnks fr th Mmrs” (videoclip muzical)                      |         |  |
| 7.                                                           | „"The Take Over, the Breaks Over"” (videoclip muzicale)     |         |  |

| CD bonus de pe ediția limitată de delux |                                                                       |         |  |
| Nr.                                     | Titlu                                                                 | Lungime |  |
| 1.                                      | „G.I.N.A.S.F.S.”                                                      | 3:15    |  |
| 2.                                      | „It's Hard to Say "I Do", When I Don't”                               | 3:24    |  |
| 3.                                      | „Dance, Dance” (live din Hammersmith Palais)                          | 3:15    |  |
| 4.                                      | „This Ain't a Scene, It's an Arms Race” (live din Hammersmith Palais) | 3:26    |  |
| 5.                                      | „Thriller” (live din Hammersmith Palais)                              | 3:31    |  |

## Personal
| Fall Out Boy - Patrick Stump – Voce, chitară ritmică, pian - Pete Wentz – Chitară bas, voce de fundal - Joe Trohman – Chitară - Andy Hurley – Baterie, percuție Artiști suplimentari - Jay-Z – Intro și outro pe „Thriller” - Ryan Ross (de la Panic! at the Disco și The Young Veins), Chad Gilbert (de la New Found Glory) – Solo de chitară pe „"The Take Over, the Breaks Over"” - Butch Walker – Vocale pe „You're Crashing, But You're No Wave”; vocale cu mulțimea pe „This Ain't a Scene, It's an Arms Race”, „Hum Hallelujah”, și „Bang the Doldrums” - Sofia Toufa – Vocale cu mulțimea pe „This Ain't a Scene, It's an Arms Race”, „Hum Hallelujah”, și „Bang the Doldrums” - Lindsey Blaufarb – Vocale cu mulțimea pe „This Ain't a Scene, It's an Arms Race”, „Hum Hallelujah”, și „Bang the Doldrums” - Babyface – Mandolină pe „Thnks fr th Mmrs” și orgă B3 pe „I'm Like a Lawyer with the Way I'm Always Trying to Get You Off (Me & You)”. - Los Angeles Master Chorale – Vocale cu mulțimea pe „You're Crashing, But You're No Wave” - Ken Wiley – Corn francez - Nick Lane – Trombon bas - Darrell Leonard – Eufoniu - Guy Bettison – Nai | Artwork - Nate Newell & Liz Roth – Styling - Louis Marino – Direcție artistică - Chuck Anderson – Ilustrație & Design - Pamela Litty – Fotografie Producere - Neal Avron – Producere, mixing - Babyface – Producător pe piesele: 4 & 7 - Butch Walker, Patrick Stump – Producători pe „Don't You Know Who I Think I Am?” - Erich Talaba – Inginer - Zeph Sowers, Scott Riebling – Asistent de înregistrare - Tom Lord-Alge – Mixing pe piesele: 4 & 7 - George Gumbs – Asistent de mixing - Ted Jensen – Mastering la Sterling Sound, NYC Management - Bob Mclynn – Management pentru Crush Management - Douglas Neumann – Management Coordinator - Andrew Simon – Booking pentru CAA - Mike Mckoy – Legal - Mareia Hyman – Business Management pentru East Bay Business - Robert Stevenson – A&R pentru Island Def Jam Music Group - Milo Pacheco – Marketing - John Janick – A&R pentru Fueled By Ramen - Tara Podolsky – Administrare A&R |

## Chart-uri și certificații
| Chart (2007)         | Poziție pe chart |
| -------------------- | ---------------- |
| Australia            | 4                |
| Austria              | 28               |
| Belgia               | 36               |
| Canada               | 2                |
| Olanda               | 45               |
| Finlanda             | 37               |
| Franța               | 17               |
| Germania             | 25               |
| Irlanda              | 6                |
| Japonia              | 11               |
| Mexico               | 21               |
| Noua Zeelandă        | 1                |
| Suedia               | 31               |
| Elveția              | 75               |
| Regatul Unit         | 3                |
| US Billboard 200     | 1                |
| US Rock Albums       | 1                |
| US Digital Albums    | 1                |
| US Tastemaker Albums | 1                |

| Regiune                                            | Certificări | Vânzări    |
| -------------------------------------------------- | ----------- | ---------- |
| Australia (ARIA)                                   | 2× Platinum | 140.000^   |
| Canada (Music Canada)                              | Platinum    | 100.000^   |
| Irlanda (IRMA)                                     | Platinum    | 15.000x    |
| Noua Zeelandă (RMNZ)                               | Platinum    | 15.000^    |
| Regatul Unit (BPI)                                 | Platinum    | 300.000^   |
| Statele Unite (RIAA)                               | Platinum    | 1,400,000^ |
| ^cifrele cargo sunt bazate pe un singur certificat |             |            |

| Chart (2007)             | Poziție pe chart |
| ------------------------ | ---------------- |
| Australia                | 14               |
| Franța                   | 68               |
| Noua Zeelandă            | 12               |
| US Billboard 200         | 33               |
| US Billboard Rock Albums | 6                |
| Mondial (IFPI)           | 21               |